# Mit Eichenlaub und Feigenblatt
Mit Eichenlaub und Feigenblatt ist ein deutscher satirischer Spielfilm des Regisseurs Franz-Josef Spieker aus dem Jahr 1967 mit Werner Enke und Birke Bruck in den Hauptrollen. Die Außenaufnahmen entstanden in Detmold, die Innenaufnahmen in den Bavaria-Studios München. In der Bundesrepublik Deutschland kam der Film das erste Mal am 5. Januar 1968 in die Kinos.

## Handlung
Jürgen hat den Heldentick und will unbedingt Fallschirmjäger mit Einzelkämpferausbildung werden. Sein Lesestoff besteht nur aus Kriegsbüchern und einschlägiger „Fachliteratur“. Aber bei der Musterung entdeckt der Arzt einen Schatten auf der Lunge, und ab geht es – nicht zur Nahkampfschule, sondern in ein von frommen Schwestern geleitetes Sanatorium. Die umgebaute alte Burg enthält neben einigen skurrilen Patienten im Keller das Bakterien-Forschungslaboratorium des leitenden Arztes, der mit wenig Geld einer fürchterlichen Pestwaffe auf der Spur ist.
Jürgen wird in das Zimmer eines Beatle-Jüngers gelegt und findet sich bald in den Tagesablauf. Durch einen seit Jahren im Sanatorium lebenden General a. D. lernt er den Bundeswehrmajor Gerber und dessen Frau kennen. Sofort verfolgt Jürgen sein Ziel, doch in eine Nahkampfschule zu gelangen. Die Frau des Offiziers will Jürgen um jeden Preis in eine zivilere Nahkampftechnik einweihen. Es gelingt ihr auch, und der gehörnte Major findet sich mit seinem Schicksal ab. Er ist auch zu viel in Manövern unterwegs – und so will er Jürgen den Weg zu dessen Ziel ebnen, denn … „Männer müssen doch zusammenhalten“.
Doch nach dieser Kampflektion hat Jürgen erkannt, dass es erstrebenswertere Dinge als Heldentum im Waffenrock gibt. Auf einer Hippie-Hochzeit schwingt er sich vom Burgturm über die Brüstung, landet in einem Sprungtuch und wird von der fröhlichen, unbeschwerten Gesellschaft aus dem düsteren Sanatorium entführt. Der Arzt, schon pestzerfressen, winkt hinterher.

## Kritik
„Versuch einer kabarettistischen Satire auf alte und neue Formen des Militarismus, inszeniert im Stil einer lockeren Poprevue. Scharfsinnige Ideen und treffsichere Pointen verpuffen leider meist in spannungslosem Klamauk.“

„Ein junger Mann mit Heldentick wird in einem Lungensanatorium durch eine Sextherapie von seinen Komplexen geheilt. Das freche Filmchen enthält satirische Seitenhiebe auf die Bundeswehr und Profitstreben, auf Moral und Krankenhauspraktiken. Farbdramaturgisch interessant und als zweite Regie eines Jungfilmers sehenswert.“

„Prädikat ‚Wertvoll‘“